# Shohei Yamamoto
Shohei Yamamoto (født 29. august 1982) er en japansk fodboldspiller.
Han har spillet for flere forskellige klubber i sin karriere, herunder Kyoto Purple Sanga, Mito HollyHock, ALO's Hokuriku, Roasso Kumamoto, V-Varen Nagasaki og Kamatamare Sanuki.